# 黃仕簡
黃仕简（1722年—1789年），字立齋，福建平和人，順治年間以獻海禁政策對付鄭成功之台灣水師提督黃梧之曾孫。

## 生平
雍正8年（1730年）黃應纘卒後無子，以從子黃仕簡為後襲爵海澄公。乾隆十九年（1754年）授衢州總兵，乾隆二十四年（1759年）遷湖廣提督，歷廣東、福建陸路水師提督。
乾隆51年11月27日林爽文起事豎旗聚眾反抗清廷，夜襲大墩，彰化縣知縣俞峻陣亡，兩天後攻入彰化城，殺台灣府知府孫景燧、同知長庚。清廷命福建水師提督黃仕簡，率金門及銅山之的軍隊至鹿耳門，福建陸路提督任承恩帶長福與興化之兵到鹿港。黃仕簡於乾隆 52 年正月初四（1787年2月21日）抵達府城，但師久無功。黃仕簡、任承恩互相推諉一味遷就，其所領將備心存怠玩，總督常青、李侍堯先後劾黃仕簡貽誤，乾隆52年3月18日摘去花翎解任，同年4月4日清高宗下旨將黃仕簡革職拏問，4月18日回廈門，罰令繳出銀二十萬兩，以備賠補軍需之用。

## 后裔
- 1789年逝，子黃秉淳，孫黃嘉謨襲爵。

## 外部連結
- 《黃仕簡》中央研究院[]